# Murosternum latefasciatum
Murosternum latefasciatum là một loài bọ cánh cứng trong họ Cerambycidae.